# Trashy Bags
«Trashy Bags» — неправительственная ганская организация, занимающаяся переработкой пластиковых отходов в сумки, аксессуары или канцтовары.

## История
«Trashy Bags» была задумана британским предпринимателем Стюартом Голдом как компания, создающая сумки из пластиковых мешочков (саше), в которых в Гане распространяют питьевую воду. После использования жители как правило просто выбрасывали тару, засоряя улицы городов. Производство началось в 2007 году на фабрике в пригороде Аккры Мадине, позже переместилось в другой пригород столицы Ганы Дхорвулу. «Trashy Bags» насчитывает около 60 сотрудников из числа местного населения, включая сборщиков сырья. Компания также поощряет простых жителей, собирающих тару, выплачивая по 20 центов за каждый килограмм. Позже помимо сумок компания начала производить и других типы товаров, таких как кошельки или дождевики. Продукция продаётся в самой Гане, а также поставляется в другие страны — Японию, Германию, Данию. Ежемесячно «Trashy Bags» перерабатывает 200 тысяч единиц тары, более 15 миллионов были переработаны за всё время работы. В 2010 году в сумках от «Trashy Bags» вручались подарочные наборы знаменитостям на MTV Europe Music Awards.